# Katastralgemeinde Sörgerberg
Die Katastralgemeinde Sörgerberg ist eine von elf Katastralgemeinden der Gemeinde Liebenfels im Bezirk Sankt Veit an der Glan in Kärnten. Sie hat eine Fläche von 912,31 ha.
Die Katastralgemeinde gehört zum Sprengel des Vermessungsamtes Klagenfurt.

## Lage
Die Katastralgemeinde liegt in den Wimitzer Bergen im Westen des Bezirks Sankt Veit an der Glan, am nördlichen Rand der Gemeinde Liebenfels. Sie grenzt im Norden und Osten an die zur Gemeinde Frauenstein gehörenden Katastralgemeinden Steinbichl und Schaumboden, im Süden an die zur Gemeinde Liebenfels gehörenden Katastralgemeinden Sörg und Pflausach, und im Westen an die zur im Bezirk Feldkirchen befindlichen Gemeinde Sankt Urban gehörende Katastralgemeinde Rasting. Sie erstreckt sich von der Wegscheide im Westen bis zur Pflugernhöhe im Osten, und vom Schneebauerberg im Norden bis zum Harter Bach im Süden. Somit liegt die Katastralgemeinde in einer Höhenlage von 860 m ü. A. am Harter Bach im Südosten bis zu 1338 m ü. A. am Schneebauerberg.

## Ortschaften
Auf dem Gebiet der Katastralgemeinde Sörgerberg befinden sich die Ortschaften Sörgerberg, Grassendorf und Zojach.

## Vermessungsamt-Sprengel
Die Katastralgemeinde Sörgerberg gehört seit 1. Jänner 1998 zum Sprengel des Vermessungsamtes Klagenfurt. Davor war sie Teil des Sprengels des Vermessungsamtes St. Veit an der Glan.

## Geschichte
Ende des 18. Jahrhunderts wurden die Kärntner Steuergemeinden (später: Katastralgemeinden) gebildet und Steuerbezirken zugeordnet. Die Steuergemeinde Sörgerberg wurde Teil des Steuerbezirks Gradenegg.
Im Zuge der Reformen nach der Revolution 1848/49 wurden in Kärnten die Steuerbezirke aufgelöst und Ortsgemeinden gebildet, die jeweils das Gebiet einer oder mehrerer Steuergemeinden umfassten. Die Steuer- bzw. Katastralgemeinde Sörgerberg wurde zunächst Teil der Gemeinde Glantschach, 1875 wurde sie Teil der Gemeinde Sörg. Durch die Fusion der Gemeinden Sörg und Liebenfels 1973 wurde die Katastralgemeinde Sörgerberg Teil der Gemeinde Liebenfels.
Die Größe der Katastralgemeinde Sörgerberg wurde 1854 mit 1586 österreichischen Joch und 19 Klaftern (ca. 913 ha, entspricht etwa der heutigen Fläche) angegeben; damals lebten 281 Personen auf dem Gebiet der Katastralgemeinde.
Die Katastralgemeinde Sörgerberg gehörte ab 1850 zum politischen Bezirk Sankt Veit an der Glan und zum Gerichtsbezirk Sankt Veit an der Glan. Von 1854 bis 1868 gehörte sie zum Gemischten Bezirk Sankt Veit an der Glan. Seit der Reform 1868 ist sie wieder Teil des politischen Bezirks Sankt Veit an der Glan und des Gerichtsbezirks Sankt Veit an der Glan.

## Siedlungsentwicklung
Zum Jahreswechsel 1979/1980 befanden sich in der Katastralgemeinde Sörgerberg insgesamt 78 Bauflächen mit 44.557 m² und 51 Gärten auf 111.398 m², 1989/1990 gab es 78 Bauflächen. 1999/2000 war die Zahl der Bauflächen auf 147 angewachsen und 2009/2010 bestanden 76 Gebäude auf 139 Bauflächen.

## Bodennutzung
Die Katastralgemeinde ist land- und forstwirtschaftlich geprägt. 441 Hektar wurden zum Jahreswechsel 1979/1980 landwirtschaftlich genutzt und 440 Hektar waren forstwirtschaftlich geführte Waldflächen. 1999/2000 wurde auf 397 Hektar Landwirtschaft betrieben und 491 Hektar waren als forstwirtschaftlich genutzte Flächen ausgewiesen. Ende 2018 waren 323 Hektar als landwirtschaftliche Flächen genutzt und Forstwirtschaft wurde auf 488 Hektar betrieben. Die durchschnittliche Bodenklimazahl von Sörgerberg beträgt 20,4 (Stand 2010).